# Теббутт, Джон
Джон Те́ббутт (25 мая 1834 года, Уинзор, Новый Южный Уэльс — 29 ноября 1916) — австралийский астроном.
Он обнаружил 13 мая 1861 года Большую комету, которая позже получила обозначение C / 1861 J1.
В честь него был назван лунный кратер Теббутт. Его портрет изображён на австралийской банкноте номиналом 100 долларов. Астероид (11212) Теббутт также носит его имя с 13 октября 2000 года.